# Rio Paraná (vattendrag i Brasilien, Maranhão)
Rio Paraná är ett vattendrag i Brasilien.   Det ligger i delstaten Maranhão, i den nordöstra delen av landet, 1 500 km norr om huvudstaden Brasília.
Omgivningen kring Rio Paraná består huvudsakligen av våtmarker. Området är ganska glesbefolkat, med 21 invånare per kvadratkilometer.